# 文特沃思鎮區 (北卡羅萊納州羅京安縣)
文特沃思鎮區（英語：Wentworth Township）是位於美國北卡羅萊納州羅京安縣的一個鎮區。

## 地方資料
文特沃思鎮區的面積為192.95平方千米，皆為陸地。根據2020年美國人口普查的數據，當地共有人口8940人，而人口密度為每平方千米46.33人。